# Amsoft
Amsoft era una compañía subsidiaria, propiedad de Amstrad, fundada en 1984 y reintegrada en su casa matriz en 1989. Su propósito era proveer una infraestructura inicial de aplicaciones y servicios para los usuarios del rango de ordenadores domésticos de Amstrad, el Amstrad CPC y, desde 1986 el Sinclair ZX Spectrum. El primer contacto de mucha gente con el software en un ordenador Amstrad habría sido con un título de Amsoft ya que varios títulos se incluyeron en los paquetes de ventas.

## Historia
Durante el desarrollo de su primer ordenador, el Amstrad CPC464, Amstrad comprobó que parte del éxito de las máquinas de sus competidores se basaba en una infraestructura creciente de aplicaciones y servicios. Como recién llegado al mercado de computadoras, Amstrad decidió crear artificialmente esta infraestructura para el lanzamiento de sus propios ordenadores. En febrero de 1984, Amstrad fundó su división Amsoft liderado por Roland Perry y William Poel quienes al mismo tiempo estaban supervisando el desarrollo del propio Amstrad CPC464.
Amsoft actuaba inicialmente como editor de software de negocios y juegos para ordenadores Amstrad. La mayoría de sus productos de software estaban licenciados desde varios desarrolladores ajenos que publicaban bajo el sello Amsoft. Esto proporcionaba un medio libre de riesgo para que los estudios de software establecidos probaran sus productos en el mercado emergente de Amstrad CPC. Además de publicar software, Amsoft tenía como tarea relacionarse con la prensa y promocionar el consumo, creando y manteniendo el Club de Usuarios de Amstrad y publicando periódicamente el CPC464 User (conocido más tarde como Amstrad Computer User).
Cuando se estableció un soporte fiable de terceros, Amsoft fue dejando de publicar software gradualmente y vendió el Club de Usuarios de Amstrad así como la revista de usuario. En 1989, Amsoft se integró totalmente en la corporación de Amstrad y dejó de existir como una entidad separada.

## Lista de juegos

### 1984
- Astro Attack
- Blagger
- Bridge-It
- Electro Freddy
- The Galactic Plague
- Harrier Attack
- Haunted Hedges
- Hunchback
- Laserwarp
- Mr Wong's Loopy Laundry
- Mutant Monty
- Oh Mummy
- Punchy
- Quack-a-Jack
- Roland Ahoy
- Roland on the Ropes
- Roland in Time
- Roland in the Caves
- Roland goes Digging
- Roland Goes Square Bashing
- Roland on the Run
- Spannerman
- Space Hawks
- Sultan's Maze
- Pyjamarama
- Detective
- Xanagrams
- Animal Vegetable Mineral
- Happy Letters
- Map Rally
- Timeman One / L'Horloger 1
- Wordhang
- Fruit Machine
- Amsgolf
- Codename MAT
- Hunter Killer
- Snooker
- L'Ardoise Magique
- Les Chiffres Magiques
- Le Géographe - France
- Le Géographe - Monde
- L'Horloger 2 / Timeman Two
- Les Lettres Magiques
- Osprey!
- Star Watcher
- Admiral Graf Spee

### 1985
- Jet-Boot Jack
- Airwolf
- Assault on Port Stanley
- Doors of Doom
- Dragon's Gold
- Frank 'n' Stein
- Friss Man
- Fu-Kung in Las Vegas
- The Game of Dragons
- The Key Factor
- Manic Miner
- The Prize
- Roland in Space
- Seesaw
- Super Pipeline 2
- Supertripper
- Sorcery Plus
- Cyrus 2 Chess
- Masterchess
- Happy Numbers
- Stockmarket
- Traffic
- 3D Boxing
- 3D Stunt Rider
- Alex Higgins World Pool
- Alex Higgins' World Snooker
- Glen Hoddle Soccer
- Rock Hopper
- Strangeloop Plus
- Subterranean Stryker
- Tombstone
- Kingdoms
- Braxx Bluff
- Overlord 2
- Campeones
- Classic Racing
- L'Apprenti Sorcier
- Satellite Warrior

### 1986
- Qabbalah
- Happy Writing
- Nuclear Defence
- Golden Path
- 6128 Games Collection

### 1987-1989
- Scalextric (1987)
- Tank Command (1988)
- Fantastic Voyage (1989)